# Guillaume Le Vasseur de Beauplan
Guillaume le Vasseur de Beauplan (kolem 1600 – 6. prosinec 1673 Rouen) byl francouzský vojenský inženýr, architekt a kartograf.

## Životopis
Písemných údajů z jeho života je velmi málo a zčásti jsou informace navzájem protichůdné. Pravděpodobně se narodil v Dieppe v Normandii. Předpokládá se, že pocházel z hugenotské rodiny. Jeho otec Guillaume († 1643) byl hydrograf, kartograf a matematik. Před příchodem do Polska sloužil nejspíše jako poručík ve francouzské armádě. Mezi lety 1630–1647 byl ve službách Polsko-litevské unie. Od 1632 roku byl důstojníkem a zeměměřičem polské armády v Podolí, ve Volyni a na Ukrajině. V roce 1634 se podílel na vymezování hranic mezi Ruskem a Polsko-litevskou unii.
V roce 1639 byl schopen během výprav k ústí řeky Dněpr shromáždit velké množství informací, určil zeměpisnou šířku v ústí řeky s výsledkem 46° 50' a byl chybný jen o 15'. Výsledkem výpravy byla třídílná mapa Ukrajiny podél řeky včetně Krymu a Azovskéh moře, kterou vytvořil s pomocí Sebastiana Aderse. Tímto zjištěním byla následně opravena Ptolemaiova mapa, která měla původ ve starověku. Tyto mapy později použil v atlasu Friedrich Getkant (1600–1666) a kartograf Guillaume Delisle. V letech 1635 až 1638 přerušil práci z důvodu kozáckých povstání. V letech 1637–1638 se zúčastnil bojů proti kozákům pod velením hejtmana Stanisława Koniecpolského, získal hodnost kapitána dělostřelectva. V roce 1639 rozšířil svou mapu o oblasti Podolí, Volyň a podél řeky Dněpr.
V roce 1645 jej pověřil polský král Vladislav IV. Vasa tiskem díla „Delineatio specialis et accurata tutius Ukrainae cum suis palatinatibus ac districtibus provinciisque adiacentibus“, jednalo se o všeobecnou mapu Ukrajiny, která byla součásti Polska. Mapu v měřítku 1:463 000 vytiskl v roce 1650. Podkladem pro jeho mapu byla menší a již neexistující, kterou v roce 1648 vyryl holandský kreslíř a kartograf Vilém Hondius („Delineatio Generalis Camporum Desertorum vulgo Ukraina“). Guillaume le Vasseur de Beauplan a Vilém Hondius dle pozdějších poznatků plánovali vydat společně atlas Polska( Atlante Polonico), který měl obsahovat 20 karet dílčími mapami. V roce 1952 bylo nalezeno 11 map o rozměrech 19 × 15 cm v Gdaňské městské knihovně. Mapy vytvořené Guillaume le Vasseur de Beauplan jsou nepravidelné. V jeho mapách byly zaznamenány pouze ty oblasti, které osobně znal. V 17. století byla jeho práce pro kartografii velkým přínosem a zároveň umožnila samotný rozvoj kartografie. Pracoval s jednoduchými pomůckami a zařízeními: hodinami, hodometrem, buzolou a astrolábem.
V roce 1647 byl propuštěn z vojenské služby a vrátil se zpět do Francie. Do roku 1652 žil v Dieppe, poté se přestěhoval do Rouenu. Ve Francii vydal svou knihu o Polsku včetně mapy, následovala mapa Normandie a Dněpru. Tyto mapy byly často následně změněny několika autory a otištěny v různých atlasech či jiných publikacích.
Během svého působení v Polsku vypracoval jako vojenský inženýr a architekt návrhy opevnění měst a pevností: Bar, Brody, Kodak, Nowy Koniecpol, Krzemieńczuk a hrad v Podhorce (1635–1640). Dále navrhoval a plánoval mosty a silnice. Publikoval práce o vojenské geometrii (1662), námořní vědě (1667) a astronomii (1653).
V osobním životě byl dvakrát ženatý, první manželkou byla Marie Duguet a druhou byla Elisabeth Boivin.

## Dílo
- Description d'Ukranie: v knize sepsal své vlastní informace a postřehy, které učinil během svého pobytu na Ukrajině v letech 1630 až 1647. Kniha popisuje dobu a život zdejších lidí, zabývá se způsobem života kozáku. Obsahuje také jeho vlastní kresby a mapy. Je to první popis samotné Ukrajiny. Doplňuje informace o místní fauně a floře, včetně dnes již vyhynulých živočichů. Některá fakta, termíny a informace jsou nepřesné nebo očividně zkreslené. Pozdějších dobách byla kniha důvodem k plagiátorství.
- Les principes de la geometrie militaire, Rouen 1662.

## Galerie

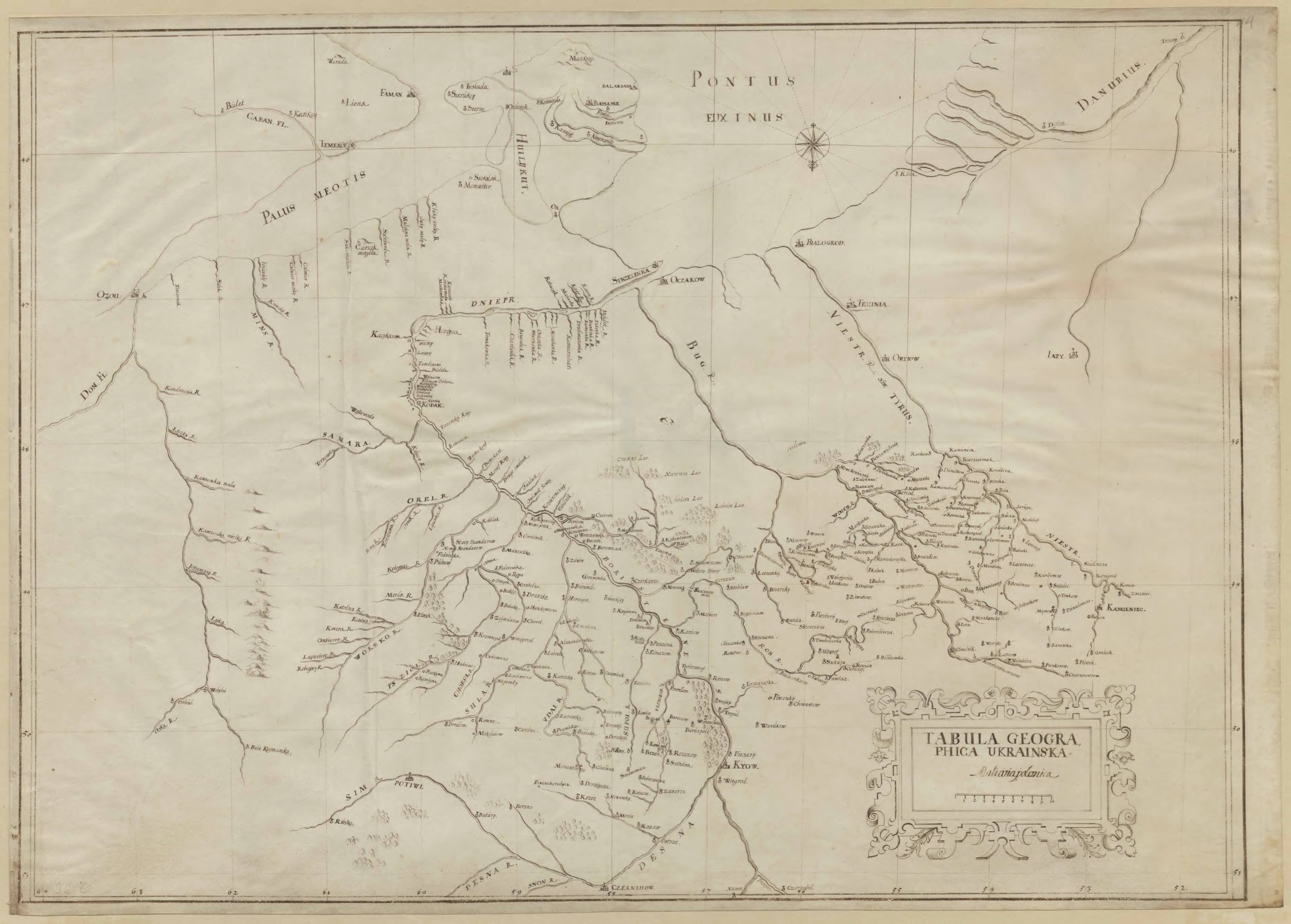
mapa Ukrajiny vytvořena 1639
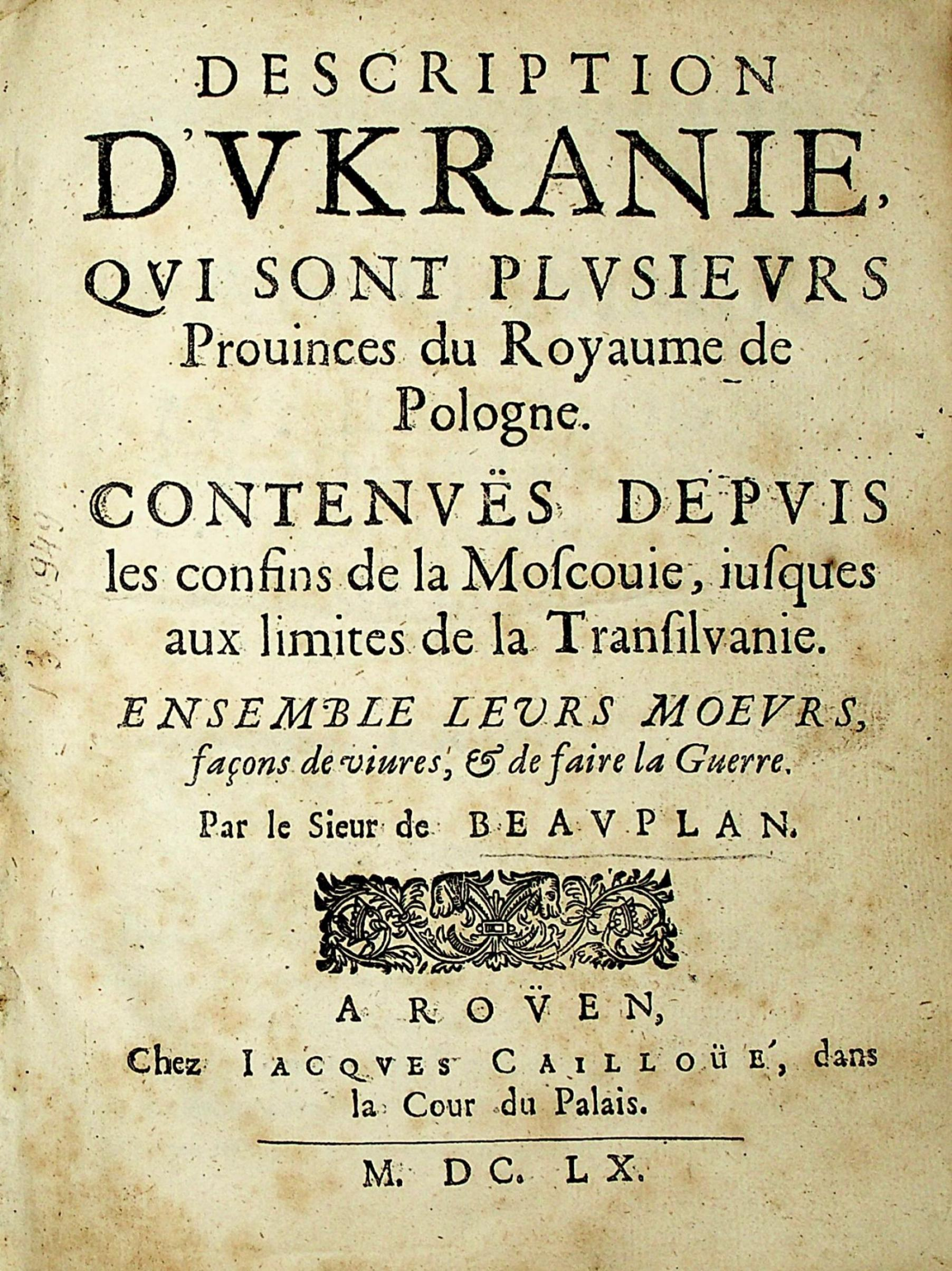
Popis Ukrajiny z roku 1650
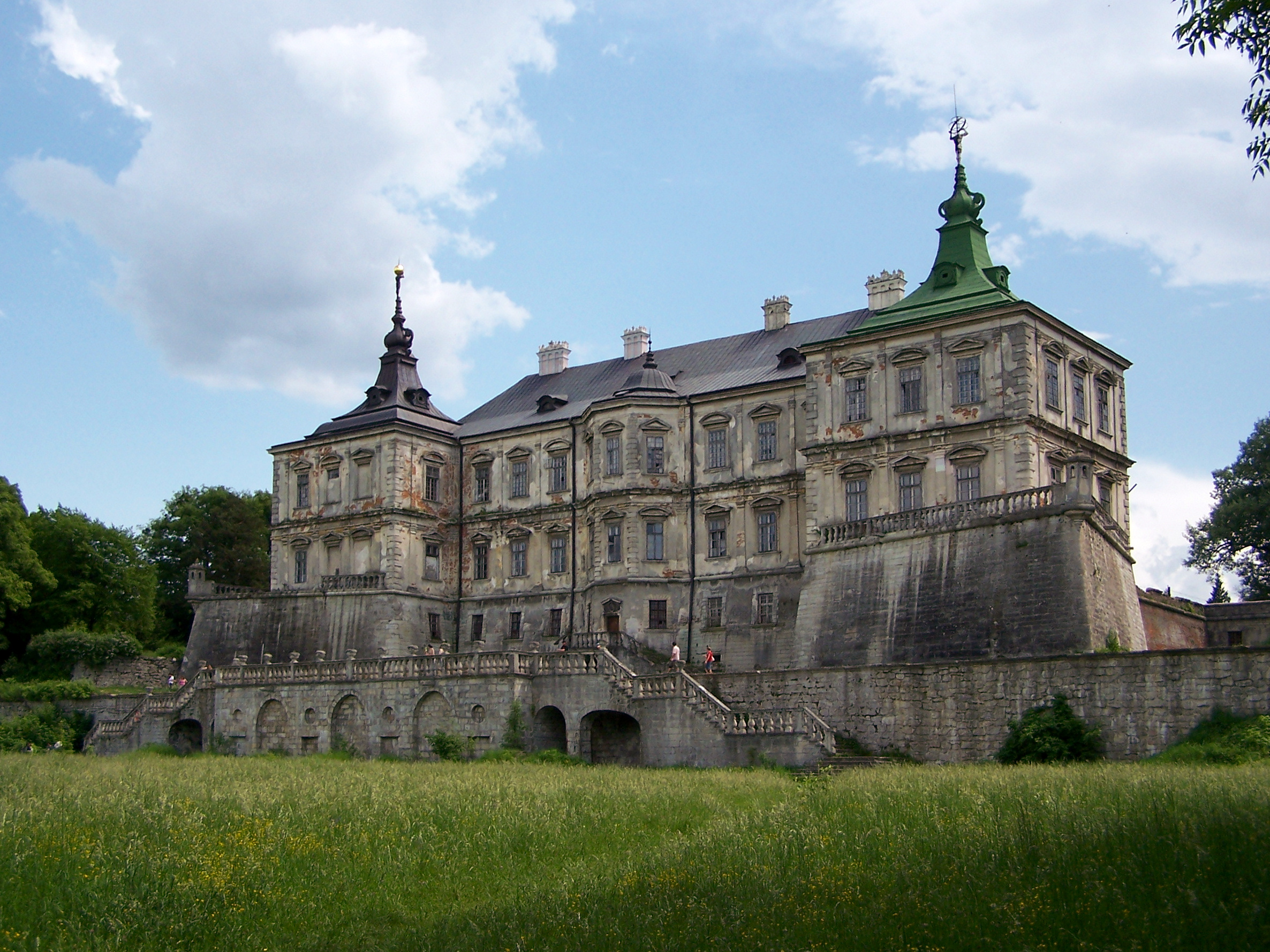
hrad Podhorce